# 鴨嘴蜥魚屬
鴨嘴蜥魚屬為輻鰭魚綱仙女魚目帆蜥鱼亚目魣蜥鱼科的一属。

## 下属物种
- 長臀鴨嘴蜥魚(Uncisudis advena)
- 長吻鴨嘴蜥魚(Uncisudis longirostra)
- 後腹鴨嘴蜥魚(Uncisudis posteropelvis)
- 四斑鴨嘴蜥魚(Uncisudis quadrimaculata)

## 擴展閱讀
維基物種上的相關：鴨嘴蜥魚屬